# 1916 Boreas
1916 Boreas este un asteroid din grupul Amor, descoperit pe 1 septembrie 1953 de Sylvain Arend.